# Frank Whaley
Frank Joseph Whaley (Syracuse, 20 luglio 1963) è un attore, regista e sceneggiatore statunitense.

## Biografia
Frank Joseph Whaley nacque a Syracuse (New York), figlio di Robert W. Whaley, Sr. e Josephine (nata Timilione). Whaley si diplomò nel 1981 e lasciò casa a 18 anni, laureandosi poi all'università di Albany. Ha debuttato al cinema nel 1987 nel film Ironweed nella parte di un giovane Jack Nicholson. Ha poi lavorato in film quali Nato il quattro luglio, Pulp Fiction, The Doors e L'uomo dei sogni.

## Filmografia parziale

### Cinema
- Ironweed, regia di Héctor Babenco (1987)
- L'uomo dei sogni (Field of Dreams), regia di Phil Alden Robinson (1989)
- Nato il quattro luglio (Born on the 4th of July), regia di Oliver Stone (1989)
- Il boss e la matricola (The Freshman), regia di Andrew Bergman (1990)
- Una notte, un cane, un sogno (1990)
- The Doors, regia di Oliver Stone (1991)
- Tutto può accadere (Career Opportunities), regia di Bryan Gordon (1991)
- JFK - Un caso ancora aperto (JFK), regia di Oliver Stone (1991)
- KGB ultimo atto (1992)
- Vicino alla fine (A Midnight Clear), regia di Keith Gordon (1992)
- Hoffa - Santo o mafioso? (Hoffa), regia di Danny DeVito (1992)
- Swing Kids - Giovani ribelli (1993)
- Pulp Fiction, regia di Quentin Tarantino (1994)
- Il prezzo di Hollywood (1994)
- L'ultima occasione (1995)
- Nome in codice: Broken Arrow (1996)
- Retroactive - Non toccate il passato (1997)
- Red Dragon (2002)
- School of Rock (2003)
- A Good Night to Die, regia di Craig Singer (2003)
- World Trade Center, regia di Oliver Stone (2006)
- L'amore giovane (2006)
- Vacancy (2007)
- Drillbit Taylor - Bodyguard in saldo (Drillbit Taylor), regia di Steven Brill (2008) - cameo
- Janie Jones (2010)
- Rob the Mob, regia di Raymond De Felitta (2014)
- Monster Trucks, regia di Chris Wedge (2017)

### Televisione
- La stoffa del campione – film TV (1989)
- Fatal Deception: Mrs. Lee Harvey Oswald – film TV (1993)
- Oltre i limiti (The Outer Limits) – serie TV, 2 episodi (1995-2000)
- Law & Order - I due volti della giustizia (Law & Order) – serie TV, 1 episodio (2002)
- The Dead Zone – serie TV, 7 episodi (2003-2004)
- NCIS - Unità anticrimine (NCIS) – serie TV, episodio 2x10 (2004)
- Mrs. Harris – film TV (2005)
- Detective, regia di David S. Cass Sr. – film TV (2005)
- Psych – serie TV, episodio 1x07 (2006)
- Boston Legal – serie TV, 1 episodio (2007)
- Dr. House - Medical Division (House M.D.) – serie TV, episodio 4x05 (2007)
- CSI - Scena del crimine (CSI: Crime Scene Investigation) – serie TV, 1 episodio (2009)
- Alcatraz – serie TV, 1 episodio (2012)
- Ray Donovan – serie TV, 7 episodi (2013)
- The Blacklist – serie TV, 1 episodio (2015)
- Luke Cage – serie TV, 6 episodi (2016)
- MacGyver – serie TV, 1 episodio (2016)
- Bull – serie TV, 2 episodi (2017-2020)
- Into the Dark – serie TV, 1 episodio (2018)
- Jack Ryan – serie TV, 1 episodio (2019)

## Riconoscimenti
- 1994 – Candidatura allo Young Artist Award per l'interpretazione in Swing Kids - Giovani ribelli
- 1999 – Candidatura al Grand Jury Prize per l'interpretazione in Joe the King
- 1999 – Candidatura all'Open Palm Award per Joe the King
- 1999 – Waldo Salt Screenwriting Award per Joe the King
- 2001 – Feature Film Award per l'interpretazione in Pursuit of Happiness

## Doppiatori italiani
Nelle versioni in italiano delle opere in cui ha recitato, Frank Whaley è stato doppiato da:
- Alberto Bognanni in Psych, As Good as Dead, Ray Donovan
- Sandro Acerbo in Nato il quattro luglio, Red Dragon, World Trade Center
- Gaetano Varcasia in Il boss e la matricola, Hoffa - Santo o mafioso?
- Oreste Baldini in Tutto può accadere, CSI - Scena del crimine
- Marco Guadagno in Swing Kids - Giovani ribelli, Luke Cage
- Loris Loddi in Nome in codice: Broken Arrow, Madoff
- Teo Bellia in The Dead Zone, Dr. House - Medical Division
- Luca Sandri in A Good Night to Die, Into the Dark - Nel buio
- Franco Mannella in Law & Order: Unità vittime speciali, Ruffian - Veloce come il vento
- Massimo De Ambrosis ne L'uomo dei sogni
- Vittorio De Angelis ne L'olio di Lorenzo
- Fabio Boccanera ne Il prezzo di Hollywood
- Alessandro Quarta in Genio per amore
- Riccardo Niseem Onorato in Pulp Fiction
- Tony Sansone in Retroactive - Non toccate il passato
- Christian Iansante in Buddy Faro
- Alessandro Lussiana in Law & Order: Criminal Intent
- Luigi Ferraro in NCIS - Unità anticrimine
- Francesco Bulckaen in Mrs. Harris
- Vladimiro Conti in Vacancy
- Pasquale Anselmo in The Cell 2 - La soglia del terrore
- Mauro Gravina in Burn Notice - Duro a morire
- Andrea Lavagnino in Medium
- Gianni Bersanetti in Alcatraz
- Francesco Meoni in Blue Bloods
- Roberto Certomà in Unforgettable
- Sergio Lucchetti in Bull
- Luca Dal Fabbro in Sneaky Pete
- Marco Mete in Monster Trucks
- Luciano Roffi in Jack Ryan